# Museu das Bonecas e Brinquedos
O Museu das Bonecas e dos Brinquedos é um bem tombado localizado no município de Cuiabá, no Mato Grosso.
Segundo a criadora do museu de bonecas, Terezinha Barros, a construção do local foi feita com recursos próprios. De acordo com ela, o acervo tem quatro mil bonecas, a despeito disso, apenas duas mil estão em exibição por falta de espaço no museu. Porém, contabilizando as bonecas e os demais brinquedos, o acervo chega a sete mil itens. Barros também destaca que a elaboração do espaço levou em conta a história que cada boneca e brinquedo traz.
No museu, são exibidas diversas bonecas, bem como a de Shirley Temple, atriz infantil de grande êxito em filmes musicais da década de 1940, a boneca de Ieda Maria Vargas, a primeira brasileira a conquistar o título de Miss Universo, bonecas julgadas raras e de variadas épocas, entre elas, a de Carmem Miranda e o primeiro modelo da Barbie, lançado em 1959.
Há também exemplares das primeiras bonecas fabricadas, ainda confeccionadas com celuloide, que, posteriormente, tiveram sua manufaturação proibida por ser um material inflamável. Além disso, há bonecas de pano, biscuit, plástico, cera, porcelana e papel machê.